# Сатпаев, Дастан Талгатович
Дастан Талгатович Сатпаев (каз. Дастан Талғатұлы Сәтбаев; род. 12 августа 2008, Алма-Ата) — казахстанский футболист, нападающий клуба «Кайрат» и сборной Казахстана.

## Клубная карьера
Футбольную карьеру начинал в 2024 году в составе клуба «Кайрат-Жастар». 7 апреля 2024 года в матче против клуба «Алтай» (1:0) дебютировал в первой лиге Казахстана. 29 августа 2024 года в матче против клуба «Тараз» (1:0) забил дебютный мяч в первой лиге Казахстана. 26 мая 2024 года в матче против клуба «Акжайык» (9:0) дебютировал в Кубке Лиги Казахстана, выйдя на замену на 80-й минуте вместо Элдера Сантаны. 22 февраля 2025 года в матче против клуба «Актобе» (2:0) дебютировал в Суперкубке Казахстана, выйдя на замену на 69-й минуте вместо Гиорги Зарии. 2 марта 2025 года забил гол в дебютном матче чемпионата Казахстана против клуба «Астана» (1:1), выйдя на замену на 37-й минуте вместо Элдера Сантаны.

## Карьера в сборной
21 октября 2023 года дебютировал за сборную Казахстана до 17 лет в матче против сборной Турции до 17 лет (0:0). 18 февраля 2024 года в матче против сборной России до 17 лет (1:3) забил дебютный мяч за сборную Казахстана до 17 лет. 19 марта 2025 года дебютировал за сборную Казахстана в матче против сборной Кюрасао (2:0), выйдя на замену на 46-й минуте вместо Максима Самородова.

## Достижения
«Кайрат»
- Обладатель Суперкубка Казахстана: 2025

## Статистика выступлений

### Клубная карьера
| Клуб             | Сезон            | Лига | Лига | Кубки | Кубки | Еврокубки | Еврокубки | Итого | Итого |
| Клуб             | Сезон            | Игры | Голы | Игры  | Голы  | Игры      | Голы      | Игры  | Голы  |
| ---------------- | ---------------- | ---- | ---- | ----- | ----- | --------- | --------- | ----- | ----- |
| Кайрат           | 2024             | —    | —    | 1     | 0     | —         | —         | 1     | 0     |
| Кайрат           | 2025             | 19   | 8    | 3     | 1     | 6         | 3         | 28    | 12    |
| Кайрат           | Итого            | 19   | 8    | 4     | 1     | 6         | 3         | 29    | 12    |
| → Кайрат-Жастар  | 2024             | 5    | 1    | —     | —     | —         | —         | 5     | 1     |
| → Кайрат-Жастар  | Итого            | 5    | 1    | —     | —     | —         | —         | 5     | 1     |
| Всего за карьеру | Всего за карьеру | 24   | 9    | 4     | 1     | 6         | 3         | 34    | 13    |

### Выступления за сборную
| Сборная   | Год   | Отборочные матчи ЧМ | Отборочные матчи ЧМ | Отборочные матчи ЧЕ | Отборочные матчи ЧЕ | Лига наций УЕФА | Лига наций УЕФА | Товарищеские матчи | Товарищеские матчи | Итого | Итого |
| Сборная   | Год   | Игры                | Голы                | Игры                | Голы                | Игры            | Голы            | Игры               | Голы               | Игры  | Голы  |
| --------- | ----- | ------------------- | ------------------- | ------------------- | ------------------- | --------------- | --------------- | ------------------ | ------------------ | ----- | ----- |
| Казахстан | 2025  | 3                   | 0                   | −                   | −                   | −               | −               | 1                  | 0                  | 4     | 0     |
| Итого     | Итого | 3                   | 0                   | −                   | −                   | −               | −               | 1                  | 0                  | 4     | 0     |